# Heiteren

Heiteren este o comună în departamentul Haut-Rhin din estul Franței. În 2009 avea o populație de 912 de locuitori.

## Evoluția populației
| An        | 1975 | 1982 | 1990 | 1999 | 2006 | 2009 |
| --------- | ---- | ---- | ---- | ---- | ---- | ---- |
| Populație | 578  | 574  | 541  | 785  | 871  | 912  |